# メスキート (テキサス州)
メスキート（英: Mesquite）は、アメリカ合衆国テキサス州のダラス郡にある都市。ダラスの東に位置している。人口は15万0108人（2020年）。
市内にはメスキート・チャンピオンシップ・ロデオがあり、「テキサス州のロデオの首都」と呼ばれている。またビデオゲームの『DOOM』や『Quake』を制作したid Software社があり、さらにマイクロソフト社の携帯音楽プレーヤー「Zune」や「Xbox 360」など製品修理センターと、ユナイテッド・パーセル・サービス社の貨物配送センターもある。
メスキートは過去17年間アメリカの樹木の都市に認証されてきた。また、スクリーン数30、観客席数6,092と世界でも最大級のシネコン、AMC 30メスキートがある。

## 歴史
メスキートの町は1873年5月22日に、テキサス・アンド・パシフィック鉄道の技師で、ダラス郊外の同鉄道沿線の土地を購入した者によって設立された。この鉄道はダラスとルイジアナ州シュリーブポートを結ぶものであり、その後間もなくこの新しく設立された町にも停車するようになり、町は鉄道を取り囲むように成長を始めた。1887年12月3日に市制が布かれた。
19世紀の後半から20世紀の初期は、綿、まぐさ、トウモロコシおよびサトウキビを栽培し、鉄道輸送で農製品を出荷する農村として繁栄していた。第二次世界大戦が終わるまで農業が主要産業であったが、ダラスのベッドタウンとしてメスキートにも宅地建設ブームが起こった。1950年国勢調査による人口は1,696人に過ぎなかったが、1960年には27,526人、1970年には55,131人と急成長した。
1958年、メスキート・チャンピオンシップ・ロデオが設立され、1959年にはアメリカ合衆国南西部では初の屋内型ショッピングセンターとしてビッグタウンモールがオープンした。近隣のショッピングセンターとの競争に敗れ、2006年夏に解体された。
1970年にはリンドン・B・ジョンソン・フリーウェイ（州間高速道路635号線）が建設され、メスキートと北はガーランド、南はバルチスプリングが結ばれた。1971年にはタウンイーストモールも開業した。このショッピングセンターは1978年にロン・ハワード監督がテレビ映画『Cotton Candy』を撮影する場所として使われた。ショッピングセンターへの買い物客と店舗が町を成長させ続けた。1990年国勢調査による人口は101,484人となり、20年前の2倍近くになった。
1986年、メスキート・アリーナ（現在はレジストル・アリーナ）がメスキート・チャンピオンシップ・ロデオの新しい会場としてオープンした。その後も拡張され続け、1998年までに会議場、展示場およびハンプトン・イン・アンド・スイーツというホテルが併設された。

## 地理
メスキートは北緯32度46分58秒 西経96度36分36秒 / 北緯32.78278度 西経96.61000度に位置する。
アメリカ合衆国国勢調査局に拠れば、市域全面積は43.5平方マイル (112.6 km2)、このうち陸地は43.4平方マイル (112.5 km2)、水域は0.1平方マイル (0.1 km2)で水域率は0.12％である。

### 気候
- 平均して最も暑い月は7月である。
- 過去最高気温は1980年の 112°F (44.4℃) だった。
- 平均して最も寒い月は1月である。
- 過去最低気温は1989年の 1°F (−17.2℃) だった。
- 5月が最も雨の多い月である。

メスキートは温暖湿潤気候（ケッペンの気候区分"Cfa"）に属すると考えられている。

## 政治

### 市政府
市政委員会は6人の委員で構成されている。任期は2年間であり、市の健康管理官、独立審査官、市判事、シティマネジャー、市検察官、市事務官および様々な理事会や委員会のメンバーを指名する責任がある。市長と市政委員は市全体を選挙区として選ばれるが、4人の市政委員は住民である必要がある。
メスキート市の発行する包括的年間財政報告書に拠れば、市の予算は歳入1億8,050万ドル、歳出1億6,270万ドルとなっており、総資産5億4,650万ドル、総負債2億1,460万ドル、現金と投資額1億810万ドルとなっている。

### 州の行政機関
テキサス州交通局がメスキートにあるダラス地区事務所を運営している。

## 教育

### 公立学校
メスキート独立教育学区が市内大半の地域の初等中等教育を管轄している。小部分のみダラス独立教育学区が管轄している。カウフマン郡に入る小さな領域はフォーニー独立教育学区にあるが、ここにはメスキートの住人はいない。メスキート独立教育学区はバルチスプリングスやサニーベールの幾らかの地域も管轄している。
市内にはメスキート高校など高校が5校ある。2001年高校フットボールのチーム、メスキート・スキーターズが5A ディビジョン1の州選手権で優勝した。

## 私立学校
私立のダラス・クリスチャン高校が市内にある。

## カレッジと大学
高等教育機関は2つある。イーストフィールド・カレッジは学士号を授与し、ダラス郡コミュニティカレッジ地区の一部として教育を続けている。テキサスA&M大学コマース校のメスキート・メトロプレックス・センターは大学院レベルのコースを提供し、様々な分野の学位を授与している。

## 交通
メスキートに行くには地方政府が所有し運営するメスキート・メトロ空港を利用できる。この空港の滑走路は長さ1,800メートルで計器着陸装置と夜間照明がある。1日の利用数は約75％が一般用途であり、残りが商業便である。この空港はダラスに近いことと燃料代が安いので乗り継ぎ客に好評である。
他に近くにあるダラス・フォートワース国際空港とダラス・ラブフィールド空港がこの地域の商業定期便を運行している。ラブフィールド空港はメスキートから約24キロメートル、ダラス・フォートワース国際空港は約48キロメートルの距離にある。
メスキートはダラス地域高速鉄道の会員ではないので、公共輸送機関が無い。しかし、市が高齢者や障害者のためにパラトランジット・サービス（小型バスを使った不定期オンデマンド型運行）を提供している。
ユニオン・パシフィック鉄道がスカイライン工業団地の一部に貨物輸送のためのインターモーダル輸送施設を運営している。

### 高規格道路
メスキート市からは州間高速道路3本、アメリカ国道1本および州道1本を利用できる。州間高速道路20号線、州間高速道路30号線、同635号線、アメリカ国道80号線およびテキサス州道352号線が市内を通っている。ベルトライン道路も市内の主要道路として機能している。

## 人口動態
以下は2000年の国勢調査による人口統計データである。
| 基礎データ - 人口: 124,523人 - 世帯数: 43,926世帯 - 家族数: 32,900家族 - 人口密度: 1,107.3人/km2（2,868.1人/mi2） - 住居密度: 411.2軒/km2（1,065.2軒/mi2） 人種別人口構成 - 白人: 73.54% - アフリカン・アメリカン: 13.32% - ネイティブ・アメリカン: 0.60% - アジア人: 3.75% - 太平洋諸島系: 0.05% - その他の人種: 6.43% - 混血: 2.314% - ヒスパニック・ラテン系: 15.66% 年齢別人口構成 - 18歳未満: 30.5% - 18-24歳: 9.2% - 25-44歳: 33.0% - 45-64歳: 19.3% - 65歳以上: 7.1% - 年齢の中央値: 32歳 - 性比（女性100人あたり男性の人口） - 総人口: 93.0 - 18歳以上: 89.2 | 世帯と家族（対世帯数） - 18歳未満の子供がいる: 43.1% - 結婚・同居している夫婦: 56.4% - 未婚・離婚・死別女性が世帯主: 14.0% - 非家族世帯: 25.1% - 単身世帯: 20.6% - 65歳以上の老人1人暮らし: 4.9% - 平均構成人数 - 世帯: 2.82人 - 家族: 3.27人 収入と家計 - 収入の中央値 - 世帯: 50,424 米ドル - 家族: 56,357米ドル - 性別 - 男性: 37,756米ドル - 女性: 29,905米ドル - 人口1人あたり収入: 20,890米ドル - 貧困線以下 - 対人口: 6.8% - 対家族数: 5.0% - 18歳未満: 8.8% - 65歳以上: 6.6% |

## 経済
メスキート市の発行する包括的年間財政報告書に拠れば、市内の主要雇用主10傑は以下の通りである。
| 順位 | 雇用主                           | 従業員数 | 市内就業者に占める構成比 |
| ---- | -------------------------------- | -------- | ------------------------ |
| 1    | ユナイテッド・パーセル・サービス | 3,000    | 4.22%                    |
| 2    | ダラス地域医療センター           | 1,150    | 1.62%                    |
| 3    | メスキート市                     | 1,054    | 1.48%                    |
| 4    | シアーズ                         | 450      | 0.63%                    |
| 5    | テキサス州交通局ダラス地区事務所 | 425      | 0.60%                    |
| 6    | ベイカー・ドライウォール         | 400      | 0.56%                    |
| 7    | ダラス郡・コミュニティカレッジ   | 400      | 0.56%                    |
| 8    | クリスチャン・ケアセンター       | 400      | 0.56%                    |
| 9    | インテグラ・カラー               | 383      | 0.54%                    |
| 10   | ペプシコーラ・メトロ・ボトリング | 325      | 0.46%                    |

## 地区
- ローソン
- パークビュー
- エッジモントパーク
- クリーククロッシング
- クリーククロッシング第2
- ファルコンズレア
- ファルコンズリッジ
- ピカンクリーク
- ローリングウッドヒルズ
- スカイライン
- パサデナガーデンズ
- オリジナルタウン
- メルトン

## 建築物
- メスキート・タワー、変わったデザインのトラス・タワー
- タウンイースト・タワー、メスキートで最も高い住居ビル、7階建て

## 著名な出身者と住人
- テリー・フェイター - 歌手、腹話術師、 2007年アメリカズ・ゴット・タレントの勝者[9]
- テイラー・パークス - 女優、歌手、2007年の映画『ヘアスプレー』のリトル・アイネズ役で知られる[10]
- ジョン・D・カーマック - ゲーム・プログラマー、id Software社の共同設立者[11]、同社のコンピューターゲーム『Wolfenstein』、『Doom』、『Quake』やその続編と『Commander Keen』シリーズの主任プログラマー
- テイラー・リップセット - Gold Medalist in Sled Hockey at the 2010年バンクーバーパラリンピックのアイススレッジホッケーで金メダリスト、5試合で5つのゴールを決め、2つのアシストを行うなど米国チーム勝利に導いた
- ジェリー・ホール - 女優、ミック・ジャガーの元妻、ミックとの4人の子供の母